# Austrochthonius insularis
Espèce
Austrochthonius insularis est une espèce de pseudoscorpions de la famille des Chthoniidae.

## Distribution
Cette espèce est endémique de l'archipel Crozet dans les Terres australes et antarctiques françaises. Elle se rencontre sur l'île de la Possession.

## Description
La femelle holotype mesure 1,76 mm.

## Publication originale
- Vitali-di Castri, 1968 : Austrochthonius insularis, nouvelle espèce de pseudoscorpions de l'archipel des Crozet (Heterosphyronida, Chthoniidae). Bulletin du Muséum National d'Histoire Naturelle, Paris, sér. 2, vol. 40, p. 141-148 (texte intégral).